# Фаас, Хорст
Хорст Фаас (нем. Horst Faas; 27 апреля 1933, Берлин — 10 мая 2012) — немецкий фотокорреспондент, обладатель двух Пулитцеровских премий, получивший известность за свою работу во время войны США во Вьетнаме.
Начал карьеру фотографа в 1951 году. Освещал Женевскую конференцию 1954 года. С 1956 года начал своё почти полувековое сотрудничество с Ассошиэйтед Пресс. Во время гражданской войны в Конго сделал последнюю предсмертную фотографию Патриса Лумумбы. В конце Алжирской войны Фаас снимал жертв террористической организации ОАС, рискуя собственной жизнью.
В 1962—1974 годах являлся главным фотографом Ассошиэйтед Пресс в Юго-Восточной Азии. За этот период он получил две престижные Пулитцеровские премии. Первую премию Фаас получил в 1965 году за свои фотографии из Вьетнама, вторую — в 1972 году за фотографии, сделанные в Бангладеш. Он также работал начальником фотоотдела бюро АП в Сайгоне, и на этом посту имел прямое отношение к публикации двух самых знаменитых фотографий Вьетнамской войны: «Расстрел в Сайгоне» (1968) и «Напалм во Вьетнаме» (1972).
В 1976—2004 годах работал в бюро АП в Лондоне, после чего завершил свою карьеру. Занимается деятельностью по увековечиванию памяти журналистов, погибших в ходе боевых действий в Юго-Восточной Азии.